# توماس س. روش
توماس س. روش (بالإنجليزية: Thomas C. Roche)‏ هو مؤلف ومصور وصحفي أمريكي، ولد في 1826، وتوفي في 1895.